# EQT
EQT（EQT AB）は、スウェーデン・ストックホルムに本社を置く北欧最大のプライベート・エクイティ・ファンド。世界15カ国以上に拠点を持ち、欧米諸国やアジア太平洋地域の未公開株に投資している。日本法人はEQTパートナーズジャパン株式会社。ナスダック・ストックホルム上場企業（Nasdaq Nordic EQT）。

## 沿革
1994年に、スウェーデンの富豪一族ヴァレンベリ家がコントロールする投資会社インベストールおよびその出資企業のスカンジナビスカ・エンスキルダ・バンケン、アメリカ合衆国のプライベート・エクイティ・ファンドAEA Investorsの出資により、EQT Partners（EQTパートナーズ）の社名でストックホルムで設立された。1998年に初の国外拠点をコペンハーゲンに開設、2005年にフランクフルトと共に香港に拠点を開設しアジア地域に進出、2008年にはニューヨークに拠点を設けた。
2019年9月にEQT ABとして株式公開企業となった。2021年4月アメリカ・フィラデルフィアを拠点とするExeter Property Groupを買収し、子会社EQTエクセターとした。2022年3月、アジアにおける同業大手のベアリング・プライベート・エクイティ・アジアを買収し、BPEA EQT Asiaとすることを発表した。
投資先としてはヨーロッパが4割強、南北アメリカが約4分の1、アジア太平洋地域が2割強となっている。

## 日本法人
日本法人「EQTパートナーズジャパン株式会社」は、2021年1月に設立、東京（港区）にオフィスを持つ。日本法人開設と共に、日本産業パートナーズとの連携を発表した。